# Louis Kufferath
Louis Kufferath (* 23. November 1811 in Mülheim an der Ruhr; † 2. März 1882 in Brüssel) war ein deutscher Komponist.

## Leben und Wirken
Louis Kufferath (eigentlich: Ludwig Kufferath) wurde als Sohn des Uhrmachers Carl Kufferath und seiner Frau Catharina geb. Horst in Mülheim an der Ruhr geboren. Da er und sechs seiner Brüder über ein ungewöhnliches musikalisches Talent verfügten, wurden sie von Zeitgenossen als das musikalische Siebengestirn bezeichnet.
Kufferath studierte ab 1833 bei Friedrich Schneider in Dessau Musik. Von 1836 bis 1850 war er Direktor der Musikschule in Leeuwarden. Danach lebte er als Pianist und Komponist in Gent. Er schrieb eine Messe, eine Kantate, Klaviermusik, Chorwerke, Lieder und 250 Kanons.
Die bekanntesten seiner sechs Brüder waren die Komponisten Johann Hermann Kufferath und  Hubert Ferdinand Kufferath.

## Weitere Quellen
- Duisburger Generalanzeiger vom 3. Januar 1926
- Stadtarchiv Mülheim an der Ruhr, Bestände  1550 u. 1440

| Personendaten    | Personendaten       |
| ---------------- | ------------------- |
| NAME             | Kufferath, Louis    |
| ALTERNATIVNAMEN  | Kufferath, Ludwig   |
| KURZBESCHREIBUNG | deutscher Komponist |
| GEBURTSDATUM     | 23. November 1811   |
| GEBURTSORT       | Mülheim an der Ruhr |
| STERBEDATUM      | 2. März 1882        |
| STERBEORT        | Brüssel             |